# Belœil (Kanada)
Belœil (również Beloeil) – miasto w Kanadzie, w prowincji Quebec, w regionie Montérégie i MRC La Vallée-du-Richelieu. Miasto położone jest nad rzeką Richelieu.
Liczba mieszkańców Belœil wynosi 18 927. Język francuski jest językiem ojczystym dla 94,6%, angielski dla 2,7% mieszkańców (2006).